# Зала С.И.²Л.А.
Многофункционална зала С.И.²Л.А. е част от комплекс С.И.²Л.А.
Разположена е в централната част на Пловдив, на 50 m от бул. „В. Априлов“, на 250 m от Централната железопътна гара, автогара Юг и автогара Родопи, с достъп до 12 автобусни линии и велоалея. Залата е предназначена за провеждането на спортни и културни събития, като има възможността в нея да се провеждат над 20 вида спорт. Заедно с останалите части на комплекса – фитнес, спа, басейн, паркинг, образуват единствения мултифункционален комплекс в Пловдив, разположен в една сграда на 4 надземни и 2 подземни етажа, с обща разгърната площ 17145,84 m².

## Характеристики на сградата
Сградата се състои от два разминати модула, завършващи с фермена конструкция – полуцилиндри, горно осветление и противодимни люкове. Фасадите са обработени като структурни, вентилируеми, с покритие бонд, цвят дърво, фасадно озеленяване във вертикала, хоризонтала и по наклони, в комбинация с ефект видим бетон и линеарни цветни акценти.
Архитектурно предизвикателство са двата кинематични фасадни модула на юг – водопад с размери 8 Х 4 m, а на север – пулсиращ дъжд, спускаш се по 6-метрови струни, оцветени в цвят в зависимост от разпознатата нота от фоновата музика.
Състои се от няколко нива: ниво -2 и -1 (подземни) – паркинг, ниво 0 и 1 (надземни) – паркинг, ниво 2 – спортно-тренировъчни дейности (фитнес, спа, басейн), ниво 3 – мултифункционална зала със състезателни терени.
Към Комплекса са включени и хотел Алианс 4* и ресторант „Копчето“.

## Характеристики на залата
Мултифункционална зала за състезателни терени (тенис, баскетбол, волейбол, хандбал, бадминтон и футзал за 1600 зрители) и концерти. До залата е осигурен достъп за инвалиди, разполага с VIP зона и VIP салон за 20 души с баня и WC, тоалетни, фоайета за кетъринг зона, евакуация. Осветление – димируемо, IP адресируемо, LED, 1250 lx. ОВК системи – автоматизирани, PC, BMC, захранени със слънчева енергия, газ, термопомпи и електричество, икономия на електроенергия. Подови покрития спортна зона – 8 пластов шведски паркет с подложки за еластичност, щадящ ставите и гарантиращ отскок на топката, сцепление и приплъзване, оборудван със сертифицирани кошове, мрежи и табло за резултати, сертифициран от FIBA за провеждане на международни мачове.
Естествено осветен терен за тенис за 1600 зрители с ITF -3 подово акрилно покритие, сертифициран от ITF, деветпластов еластичен щадящ ставите под, осигуряващ световните норми за отскок на топката за тенис, скорост, спининг, сцепление и приплъзване. Концертна зала (след обединяването на двата терена и аранжиране на подвижните модулни трибуни) – акустичен коефициент на реверберация STI-0,50, артистично димируемо, IP адресируемо LED осветление, 5 мултимедийни екрана за реклама, статични и подвижни камери. При обединяване на двата терена площта е 30х50 m.
Чистата височина на залата до долен пояс на фермите е 13.40 m; височина до покрива – 17.40 m.
Размери на терени: баскетболен – 39х20 m; тенис – 35х19 m.
Залата разполага с 6 съблекални (207 шкафчета), 2 кабинета за съдии, 2 – за треньори и 1 лекарски кабинет. На разположение са конферентна зала за 90 души, както и хотелска част – хотел „Алианс“ 4* и ресторант „Копчето“.
Зоната за адреналинни игри е единствена на Балканския полуостров. Те представляват изпитания за смелост, сила, съобразителност, скорост и точност. Създадени са 25 различни предизвикателства.

### Капацитет
| При сцена на север | 1062 седящи стационарни места + 1938 правостоящи = 3000 зрители           | 1635 седящи на стационарни и модулни места + 360 стола + 805 правостоящи= 2800 зрители          | 1635 седящи места на стационарни и модулни трибуни + 815 на столове, без правостоящи = 2500 зрители |
| При сцена на запад | 1800 седящи места на стационарни трибуни + 1700 правостоящи= 3500 зрители | 2372 седящи места на стационарни и модулни трибуни + 360 стола + 818 правостоящи = 3550 зрители | 2372 седящи места на стационарни и модулни трибуни + 828 стола, без правостоящи = 3200 зрители      |

| Събитие                                  | Места   |
| ---------------------------------------- | ------- |
| Баскетбол, волейбол, футзал, хандбал     | 1600    |
| Тенис                                    | 1600    |
| Един обединен терен (тенис+терен паркет) | 2500    |
| Културни мероприятия                     | до 3550 |

### Акустика
- Обем на залата: V = 29 564 m³
- Препоръчително средно време на реверберация за V = 29 564 m³ според Ahnert и Tennhardt: RT60 = 2,1 s.
- Измерено средно време за реверберация: RT60 = 1,89 s.
- Измерено RT60 в обхвата на 500 до 1000 Hz: RT60 = 2,19 s.

### Спортове
Залата е подходяща за практикуване на следните видове спорт (над 20):
- Тенис
- Баскетбол
- Волейбол
- Футзал
- Бадминтон
- Хандбал
- Художествена гимнастика
- Спортна гимнастика
- Танци
- Бокс
- Джудо
- Самбо
- Борба
- Таекуондо
- Айкидо
- Карате
- Други бойни спортове
- Канадска борба
- Фехтовка
- Тенис на маса
- Спортна акробатика
- Вдигане на тежести
- Фитнес
- Групови тренировки

## Събития
В зала С.И.²Л.А. се провеждат спортни и културни мероприятия. Терените могат да се наемат за тренировки, като през сезон 2017 – 2018 г. в залата тренира и играе домакинските си мачове от Национална баскетболна лига баскетболният отбор на Пловдив – Академик Бултекс 99.

### Спортни събития
- Спортно шоу на демонстративния отбор по таекуондо на Южна Корея „Kukkiwon“ – 27.11.2017 г.
- Любителски тенис турнир „ASICS OPEN“ (мъже двойки) – 02 – 03.12.2017 г.
- Tania Spirit Aerofest – 16 – 17.12.2017 г. – Дни на груповите занимания, организирани в чест на Таня Лулчева.
- Международен танцов конкурс „PLOVDIV OPEN“ 2018, организиран от българска федерация „Спортни танцови дисциплини“ – 14 – 15.04.2018 г.
- Маратон Пловдив 2018

### Културни събития
- Концерт на Ахат и Джо Лин Търнър – 11.11.2017 г.
- „НЯМА ТАКОВА ШОУ“ – Спектакъл на Нешка Робева – 15.12.2017 г.
- Концерт на Лили Иванова – 21.02.2018 г.
- Концерт на ФСБ – 31.03.2018 г.
- Спектакъл на Ансамбъл за песни и танци на Руската армия „Александър Александров“ 28.06.2018 г.
- Нощ на ансамблите с участието на ансамблите „Филип Кутев“, „Тракия“ и „Пирин“ – 07.10.2018 г.
- Концерт на Васко Василев – 08.11.2018 г.

## Конкурси
Сградата на Комплекс С.И.²Л.А. участва в конкурса Сграда на годината 2017, където е номинирана в категория „Сгради Спорт“.

## Достъп
Намира се на 50 m от бул. „В. Априлов“, на 250 m от Централна ЖП гара, автогара Юг и автогара Родопи. Достъпен е с 12 автобусни линии (спирка 329 Копчето – 113,17,222,24 и всички автобусни линии, които минават през ЖП гара Пловдив) и велоалея. Залата е с удобно разположение и за гостите в града поради близкото си разположение до Централна ЖП гара, автогара Юг и автогара Родопи.
Паркингът на Комплекс С.И.²Л.А. е на 4 нива и е с платен достъп. Разполага с места за 254 леки автомобили, 10 за велосипеди, 9 за мотори и 2 електрозарядни станции за електрически автомобили.